# Chulalongkorn University Book Center
Chulalongkorn University Book Center là một chuỗi các nhà sách do Đại học Chulalongkorn ở Thái Lan quản lý  Nhà sách điều hành bảy cửa hàng đặt tại Sala Phra Kiao (Coronet Pavilion) nằm trong trong khuôn viên trường đại học, Quảng trường Siam, Đại học Naresuan, Đại học Công nghệ Suranaree, Đại học Burapha, Học viện Quân sự Hoàng gia Chulachomklao và Quảng trường Chamchuri. Hiệu sách cung cấp nhiều đầu sách cho người mua, với hơn 100.000 đầu sách bằng tiếng Thái và tiếng nước ngoài, cũng như phương tiện giáo dục và vật tư và văn phòng phẩm. Hiệu sách cũng cung cấp các dịch vụ bán lẻ trực tuyến thông qua trang web của mình.